# Гуддорф, Вильгельм
Вильгельм Гуддорф (нем. Wilhelm Guddorf; 20 февраля 1902 года, Мелле, Бельгия — 13 мая 1943 года, Берлин, Германия) — псевдоним «Пол Браун», журналист, полиглот, антифашист, член движения Сопротивления во время Второй мировой войны, член организации «Красная капелла».

## Биография
Вильгельм Гуддорф родился 20 февраля 1902 года в Мелле в семье католиков. Его отец, профессор Генсткого университета, надеялся, что сын изберет служение священника. Но Вильгельм избрал другой образ жизни. В университетах Лейдена, Парижа и Мюнстера он изучал лингвистику и историю. Вильгельм освоил почти все европейские языки и диалекты, выучил иврит и арабский. Позднее, в 1936 году, в тюрьме Лукау, с помощью сокамерника Филиппа Шеффера, он выучил персидский, китайский и японский.
В 1922 году вступил в Коммунистическую партию Германии. Спустя год в Рурской области участвовал в восстании под именем Пол Браун. Под этим псевдонимом он печатал статьи в коммунистической прессе, сначала в газете Freiheit в Дюссельдорфе, а с 1926 по 1933 год в газете Die Rote Fahne и ряде других изданий своей партии.
С 1933 года по поддельным документам участвовал в нелегальной деятельности коммунистического сопротивления в Берлине-Бранденбурге. В апреле 1934 года был арестован и приговорен к тюремному заключению, и до 1939 года содержался под стражей в концентрационном лагере Заксенхаузен.
После освобождения из заключения его приняли к себе бывшие редакционные коллеги Мартин Вайс, Вальтер Хуземан и Джон Зиг, члены организации «Красная капелла». Вместе с Джоном Зигом он редактировал периодические издания нелегальной газеты Die Innere Front («Внутренний фронт»). Установил связь с ячейкой коммунистического сопротивления в Гамбурге, возглавлявшейся Францем Якобом и Бернхардом Бестлайном. Вместе с Арвидом Харнаком написал Die wirtschaftlichen Grundlagen des nationalsozialistischen Deutschlands («Всестороннее исследование экономических основ нацистской Германии»).
С 1940 года работал продавцом книг. Ввел в движение Сопротивления коллегу Еву-Марию Бух.
15 октября 1942 года Вильгельм Гуддорф был снова арестован гестапо и 3 февраля 1943 года Имперским военным трибуналом приговорен к высшей мере наказания. Приговор привели в исполнение 13 мая 1943 года.

## Память
В 1972 году в берлинском районе Лихтенберг его именем была названа улица. В другом районе Берлина, Кёпенике имя Гуддорфа носит школа.